# Менсдорф-Пули-Дитрихштейн, Альберт фон
Граф Альберт фон Менсдорф-Пули-Дитрихштейн (нем. Albert Graf von Mensdorff-Pouilly-Dietrichstein; 5 сентября 1861, Лемберг — 15 июня 1945, Вена) — австро-венгерский дипломат, последний посол Австро-Венгрии в Великобритании. Член Палаты господ (Heerenhaus) парламента Цислейтании (с 1917), комтур Тевтонского ордена.

## Семья
Родился в Лемберге в семье министра иностранных дел и министр-президента Австрийской империи Александра фон Менсдорф-Пули и был назван в честь его двоюродного брата, принца Альберта. Поскольку его мать была последней в княжеском роду Дитрихштейнов, император позволил Альберту и его братьям прибавить к своей фамилии название угасшего рода, а также принять княжеский титул.

## Дипломатическая карьера
В 1884 году назначен атташе посольства во Франции. С 1889 года работал в Великобритании, где правила его двоюродная тётка Виктория. С 1896 года служил советником посольства и с 28 апреля 1904 по 13 августа 1914 года — послом.
Дружба с королём Эдуардом VII и его наследником Георгом V сделали австро-венгерского посла влиятельным лицом в лондонских дипломатических кругах. Граф стремился поддерживать хорошие отношения между Австро-Венгрией и Великобританией. На родине он считался англофилом, его позиция вызывала недовольство со стороны части австрийской аристократии (в том числе эрцгерцога Франца Фердинанда).

## Первая мировая война
Во время Июльского кризиса Менсдорф высказывал мнение о том, что Сербия должна быть разделена и часть её территории передана Албании и Болгарии. Заявление посла вызвало большой резонанс в Европе. Германский канцлер Бетман-Гольвег был возмущен тем, что не был о нём предупрежден и даже заявил, что необходимость разделения на части Сербии является «частным мнением» австро-венгерского дипломата. 31 июля 1914 года Менсдорф высказал мнение, что мировая война значила бы укрепление социализма и ослабление монархий. Таким образом, он предвидел главное последствие разгоравшегося конфликта.

## Мирные переговоры
15-16 марта 1917 года в Вене прошли переговоры между Бетман-Гольвегом и австро-венгерским министром иностранных дел Оттокаром Чернином, в ходе которых обсуждалась возможность организации миссии Менсдорфа с целью проведения переговоров с противником и достижения мира. Предполагалось, что переговоры могли быть организованы в Швейцарии. Бетман-Гольвег был настроен скептически, считая, что мир с Францией маловероятен без уступки Эльзас-Лотарингии и миссия Менсдорфа могла бы связать руки Центральным державам. В конце-концов германский канцлер неохотно согласился с отправкой эмиссара в Швейцарию.
В декабре 1917 года в Женеве прошли переговоры Между Менсдорфом и представителем Антанты — генералом Яном Христианом Смэтсом, представителем Южно-Африканского Союза в британском военном кабинете. Целью британского правительства был сепаратный мир с Австро-Венгрией, который мог бы компенсировать потерю в качестве союзника России. Однако, целью Менсдорфа был вовсе не сепаратный мир. В качестве основного условия для мира он выдвинул сохранение целостности Австро-Венгрии и сохранение Эльзас-Лотарингии в составе Германии. Менсдорф соглашался с предоставлением гарантий Сербии и Черногории при условии их отказа от антинемецкой агитации. При этом он отвергал возможность сохранения сербской правящей династии и уступок Италии. Переговоры успеха не имели.

## После распада Австро-Венгрии
В 1919 году Менсдорф официально покинул государственную службу, однако в 1920 представлял в Женеве Австрию при её принятии в Лигу наций. В 1922 году участвовал в выработке Женевских протоколов о ссуде Лиги наций, предназначенной для экономического и финансового восстановления Австрии.
Умер в 1945 году в Вене.